# The Saturdays
 (juin 2020).
Si vous disposez d'ouvrages ou d'articles de référence ou si vous connaissez des sites web de qualité traitant du thème abordé ici, merci de compléter l'article en donnant les références utiles à sa vérifiabilité et en les liant à la section « Notes et références ».
The Saturdays est un girl group anglais formé en 2007 et composé de Una Healy, Mollie King, Frankie Sandford, Rochelle Wiseman et Vanessa White. Elles ont fait leurs débuts sous le label Fascination Records, une sous-division de Polydor. De leur premier album, Chasing Lights, sont extraits quatre titres qui seront classés dans le Top 10 des meilleures ventes de singles au Royaume-Uni et deux dans le Top 10 irlandais.
Le groupe a sorti un second album, Wordshaker, le 12 octobre 2009, porté par le single Forever Is Over, sorti lui, une semaine plus tôt et qui s'est classé #2 des ventes. Si cet album s'est classé à la 9e place des meilleures ventes en première semaine, il a ensuite directement chuté à la 40e place.

## Carrière musicale

### 2008-2009:Chasing Lights
The Saturdays débutent l'enregistrement de leur premier album Chasing Lights après avoir été signées sur le label Fascination Records, une sous-division de la maison de disques Polydor. Dans ce casting de cinq filles, on retrouve Frankie et Rochelle, deux anciennes membres de la formation S Club Juniors (puis S Club 8 et de la série télévisée D.R.E.A.M.). Les sessions d'enregistrement vont se dérouler entre mai et juin 2009. Parallèlement, les filles feront office de première partie pour la tournée Tangled Up Tour des Girls Aloud avant la commercialisation de leur premier single, If This Is Love, courant juillet 2008. Celui-ci se classe alors #8 des ventes de singles au Royaume-Uni.
Le second single, Up, sort lui en octobre de la même année, se classant au mieux à la 5e place des ventes. Dans la foulée, leur album Chasing Lights sort dans les bacs accompagné de critiques assez variées dans la presse. Son meilleur classement sera la 9e place des ventes de l'UK Albums Chart. C'est en janvier 2009 qu'est extrait un troisième single, Issues, classé #4.
Outre le fait d'avoir officié en tant que première partie de la tournée des Girls Aloud, les Saturdays ont également ouvert le concert des Jonas Brothers au Hammersmith Apollo le 11 septembre 2008. Elles ont enchaîné diverses prestations live afin de promouvoir leur album, ainsi on a pu les voir au Jingle Bell Ball organisé par la radio Capital FM au O2 Arena en décembre, ou avant cela, le 5 novembre lors de la soirée One Night In Liverpool organisée par Perez Hilton, ainsi que lors de la Gay Pride de Cardiff.
En mars, le groupe commercialise un quatrième single, une reprise des Depeche Mode, Just Can't Get Enough, titre qui sera l'hymne officiel 2009 du Comic Relief. Le 8 mars 2009, le single atteint la 2e place des meilleures ventes anglaises, juste derrière le Right Round du rappeur Flo Rida, ce qui en fait le premier single du Comic Relief a ne pas se classer #1 depuis 1994. En dépit de cela, il sera leur single le plus vendu. Il est également leur troisième single consécutif à se classer dans le Top 20 irlandais.
Le groupe confirme aussi qu'il donnera une série de concerts en 2009 avec leur tournée The Work Tour, qui débutera simultanément avec la sortie de leur cinquième et ultime single issu de leur premier album, Work. En se classant #22 des ventes de singles, il est à ce jour leur single le moins vendu.

### 2009:Wordshaker
Les filles ont sorti le 12 octobre dernier leur deuxième album, Wordshaker, porté par le single Forever Is Over dont le clip fut envoyé sur YouTube le 22 août 2009. Entré #2 des ventes au Royaume-Uni et #9 en Irlande, il est aussi leur premier titre à se classer en Australie, mais à la 83e place seulement. L'album lui ne rencontre pas vraiment le succès est ne s'est écoulé à ce jour qu'à un peu plus de 36 000 exemplaires. Le second single extrait de l'album est Ego et est commercialisé le 4 janvier 2010. Le clip, tourné le 23 octobre et diffusé pour la première fois le 17 novembre, reprend l'esthétique des films de super-héros. Le single se plaça #9 en Grande-Bretagne, leur conférant ainsi un nouveau Top 10.

### 2010:Headlines!etThe Saturdays: 24/7
Après la sortie de Ego au début de l'année, les Saturdays se sont retirées en studio afin de plancher sur leur troisième album. Fières des chansons qu'elles avaient déjà enregistrées, la décision a été prise de commercialiser ces chansons, en sortant un mini album, intitulé Headlines!. Le CD contient 5 chansons inédites (dont une reprise) et trois chansons issues de leur précédent album Wordshaker: Forever Is Over, Ego une version remixée de One Shot. Le premier single issu de ce EP, Missing You, rencontra un fort succès en Grande-Bretagne, se hissant à la troisième place des charts. Numéro un des ventes toute la semaine de la sortie, les Saturdays furent une fois de plus battues par le rappeur américain Flo Rida, qui leur avait déjà volé la vedette en 2009 lorsqu'elles ont sorti leur reprise de Just Can't Get Enough. Le second single de Headlines, Higher, sort prochainement. Le clip fut tourné à Los Angeles, et une version en featuring avec Flo Rida a été réenregistrée pour l'occasion.
En parallèle à leur actualité musicale, les Saturdays ont récemment tourné une émission de télé réalité, intitulée The Saturdays: 24/7, qui suit leurs moindres mouvements. Cette série a été l'occasion de marquer la première de leur nouvelle vidéo, le 18 septembre 2010.
Headlines! s'est classé numéro 3 en Grande-Bretagne, leur plus grand succès à ce jour. L'album se maintient actuellement dans le Top 20 britannique. Le troisième album des Saturdays est prévu en 2011.

### 2011:Quatrième albumetAll Fired Up Tour
En 2011, le groupe annonce son quatrième album. La date de sortie est encore inconnue. Les deux premiers singles sortent respectivement le 22 mai 2011 (Notorious) et le 4 septembre 2011 (All Fired Up).
Une nouvelle tournée intitulée All Fired Up Tour débute au mois de décembre 2011.

## Discographie

### Albums
- 2008 : Chasing Lights
- 2009 : Wordshaker
- 2010 : Headlines!
- 2011 : On Your Radar
- 2013 : Living For The Week End

## Tournées
- 2009 : The Work Tour
- 2011 : All Fired Up Tour
- 2013 : Disco Love Tour

### En première partie
- 2008 : Girls Aloud - Tangled Up Tour
- 2009 : Take That Present: The Circus Live
- 2009 : Take That Present: The Circus Live

## Récompenses et nominations
| Année | Cérémonie                                 | Récompense                   | Résultat |
| ----- | ----------------------------------------- | ---------------------------- | -------- |
| 2008  | Popjustice Readers Poll                   | Best Single (Up)             | 5e place |
| 2008  | Popjustice Readers Poll                   | Best Album                   | 3e place |
| 2008  | Popjustice Readers Poll                   | Best Sleeve Artwork          | Remporté |
| 2008  | Popjustice Readers Poll                   | Best New Act                 | 2e place |
| 2008  | Popjustice Readers Poll                   | Best Haircut (Frankie)       | 2e place |
| 2008  | Popjustice Readers Poll                   | Most Likely To Split In 2009 | 3e place |
| 2008  | Popjustice Readers Poll                   | Best Dance Routine (Up)      | 2e place |
| 2008  | Heat Awards                               | Newcomer of the Year         | Nommées  |
| 2009  | Glamour Magazine Woman Of The Year Awards | Band Of The Year             | Nommées  |
| 2009  | MTV Europe Music Awards                   | Best UK & Ireland New Act    | Nommées  |